# Spider Web
Spider Web − drugi solowy album Tatiany Okupnik, który miał swoją premierę w Polsce 16 maja 2011, a w miesiąc wcześniej wydany został w Wielkiej Brytanii. Na początku kwietnia singel zapowiadający płytę – tytułowy utwór – został zaprezentowany w programie Chris Evans Breakfast Show stacji telewizyjnej BBC2. Album zadebiutował na 14. miejscu listy OLiS.

## Lista utworów
1. "Spider Web"
2. "Been a Fool"
3. "Sky is Red"
4. "So Long"
5. "Poor Love"
6. "Supersize Love"
7. "Bottom Line"
8. "If I Was to Tell You"
9. "Tranquility"
10. "World of My Own Design"
11. "Coming My Way"